# Afromevesia lucidops
Afromevesia lucidops là một loài tò vò trong họ Ichneumonidae.